# Premier dimanche de Carême
Le premier dimanche du Carême s'appelle dimanche de la « Quadragésime » dans la tradition catholique et latine francophone. Il porte le nom de « dimanche de l'Orthodoxie » dans l'usage orthodoxe de Byzance. Dans certaines régions, on le fête sous le nom de « dimanche des Brandons » ou aussi « dimanche des Bordes ».

## Catholicisme latin
Les mots Quadragésime et Carême forment un doublet lexical issu de l'adjectif latin quadragesimus, « quarantième » : le Carême dure quarante jours.
Ce premier dimanche  est inscrit dans une démarche globale de pénitence (prière, aumône et jeûne) qui verra son aboutissement avec la fête de Pâques. Cette journée peut être considérée comme le premier pas vers la pureté recherchée par le Carême ; les rites qui l'accompagnent ne sont pas différents de ceux que l'on observe lors des autres dimanches de cette période. La station liturgique se fait à Saint-Jean de Latran.
Le premier dimanche de Carême est aussi nommé Invocabit, reprenant les premiers mots de l'hymne de l'introït : Invocabit me, et ego exaudiam eum : eripiam eum et glorificabo eum : longitudine dierum adimplebo eum. « Il m'invoquera, et moi je l'exaucerai : je le délivrerai et le glorifierai : d'une longue suite de jours je le comblerai. » (Psaume 90,15-16).

## Orthodoxie
Le nom de dimanche de l'Orthodoxie rappelle, après 120 années d'iconoclasme, la restauration définitive des saintes icônes le dimanche 11 mars 843.

## Dimanche des brandons

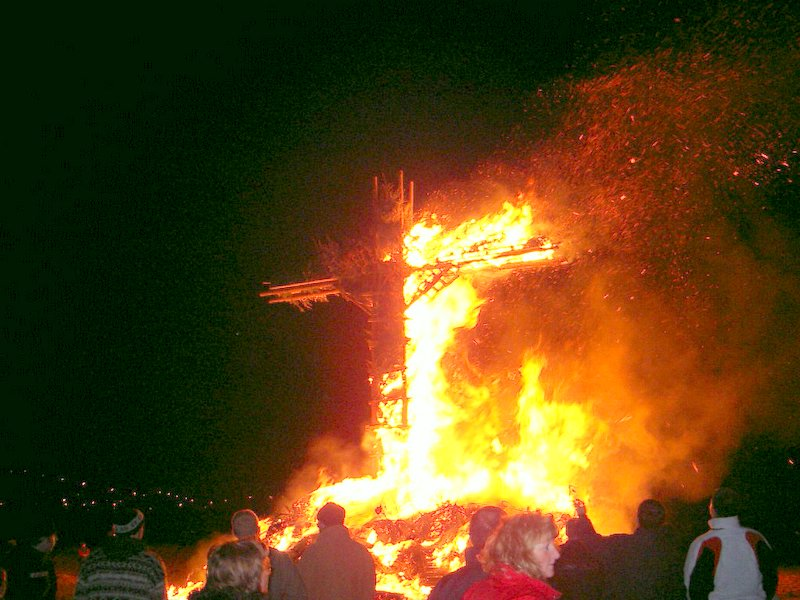
Fête des brandons à Junglinster au Luxembourg.

Dans certaines régions françaises, belges ou d'ailleurs, la tradition consistait, en ce dimanche des Brandons, à allumer des feux, danser à l'entour et parcourir les rues et les campagnes en portant des brandons ou des tisons allumés.

### Belgique
On trouve en Belgique à cette même période les grands feux de Bouge, à Sibret ou encore à Barbençon (Hainaut) où le grand feu a été reconnu en janvier 2018 parmi les Chefs-d'œuvre du Patrimoine oral et immatériel de la Fédération Wallonie-Bruxelles.

### France
- En Auvergne, Pommerol[4], qui analyse cette manifestation en 1901, y voit les restes d'un ancien culte solaire, lié à une invocation du dieu celtique Grannos.
- À Régny, dans la Loire, les garçons de la ville chargeaient des fagots sur une charrette à laquelle ils attelaient les hommes mariés, puis rassemblaient ces fagots sur la place en une pyramide, avant d'y mettre le feu[5].
- Dans le Berry, la fête des brandons était aussi appelée fête des bordes[6].
- À Miribel, dans l'Ain, le dimanche des brandons ou des bordes, la dernière mariée du village allume un bûcher.
- À Chambly (Oise), a lieu chaque premier dimanche de Carême, la Fête Légendaire du Bois-Hourdy, existant depuis 1248.
- À Offwiller (Bas-Rhin) a lieu chaque premier dimanche de Carême le Schieweschlawe dans une clairière surplombant le village, où des disques de hêtre au bout d'un bâton sont embrasés sur un bûcher, avant d'être projetés en les faisant tournoyer puis frapper sur une pierre plate[7].

### Luxembourg
Au Grand-Duché de Luxembourg la fête des brandons (Buergbrennen) constitue encore aujourd'hui une fête organisée par la jeunesse des villages, qui se termine le soir par la mise en feu d'un grand bûcher, généralement garni d'une croix. 

« Dimanche des brandons, le premier dimanche de Carême, ainsi dit à cause de l'habitude de porter, en ce jour, des brandons allumés.  Danse des brandons, sorte de danse rustique ou plutôt course dans la campagne avec des brandons, à l'occasion de certaines fêtes. »

— Littré, s.v. brandon 1

### Suisse
À Cartigny, au cours du premier dimanche de Carême, on fête les Failles, tradition consistant à brûler des perches enrobées de paille, de sarments et de roseaux le soir à l'apparition de la première étoile. Cette fête également observée au hameau de Certoux, sur la commune de Perly-Certoux. Les failles sont l'équivalent des fêtes des brandons ailleurs en Suisse. La ville de Payerne organise son carnaval sous le nom de Brandons de Payerne avec Moudon et ses Brandons de Moudon.

## Carnavals
La tradition des cheminements dans la ville suivis de grands feux marquant la fin de l'hiver se retrouve aussi dans les carnavals de plusieurs régions d'Europe. C'est en particulier le cas dans les carnavals de la région du Centre en Belgique ou des Brandons de Payerne/Brandons de Moudon, en Suisse. Ce feu peut se retrouver pendant les rondeaux au carnaval de Nivelles ainsi qu'au Feureu. Ces feux proviennent de la tradition gauloise dans laquelle on honorait du Dieu Grannos en raison du retour du Soleil durable.